# Anil Seth
Pour les articles homonymes, voir Seth (homonymie).
Anil Kumar Seth, né le 11 juin 1972, est un professeur de neurosciences cognitives et computationnelles à l'université du Sussex.

## Biographie
Anil Seth a été diplômé en sciences naturelles de l'université de Cambridge en 1994, et a complété en 2001 un doctorat en informatique et intelligence artificielle de l'université de Sussex.

## Publications
Anil Seth a publié plus de 100 articles scientifiques et chapitres de livres. Il est également rédacteur en chef de la revue Neuroscience of Consciousness. Il contribue régulièrement au New Scientist, au Guardian et à la BBC. Il tient un blog appelé NeuroBanter. Il a également été consultant pour le livre de vulgarisation scientifique Eye Benders, qui a remporté le prix du livre pour les jeunes de la Royal Society 2014. Un essai d'introduction sur la conscience a été publié sur Aeon. Seth est inclus dans la liste des chercheurs les plus cités de 2019 publiée par Clarivate Analytics.